# Paul Hankar

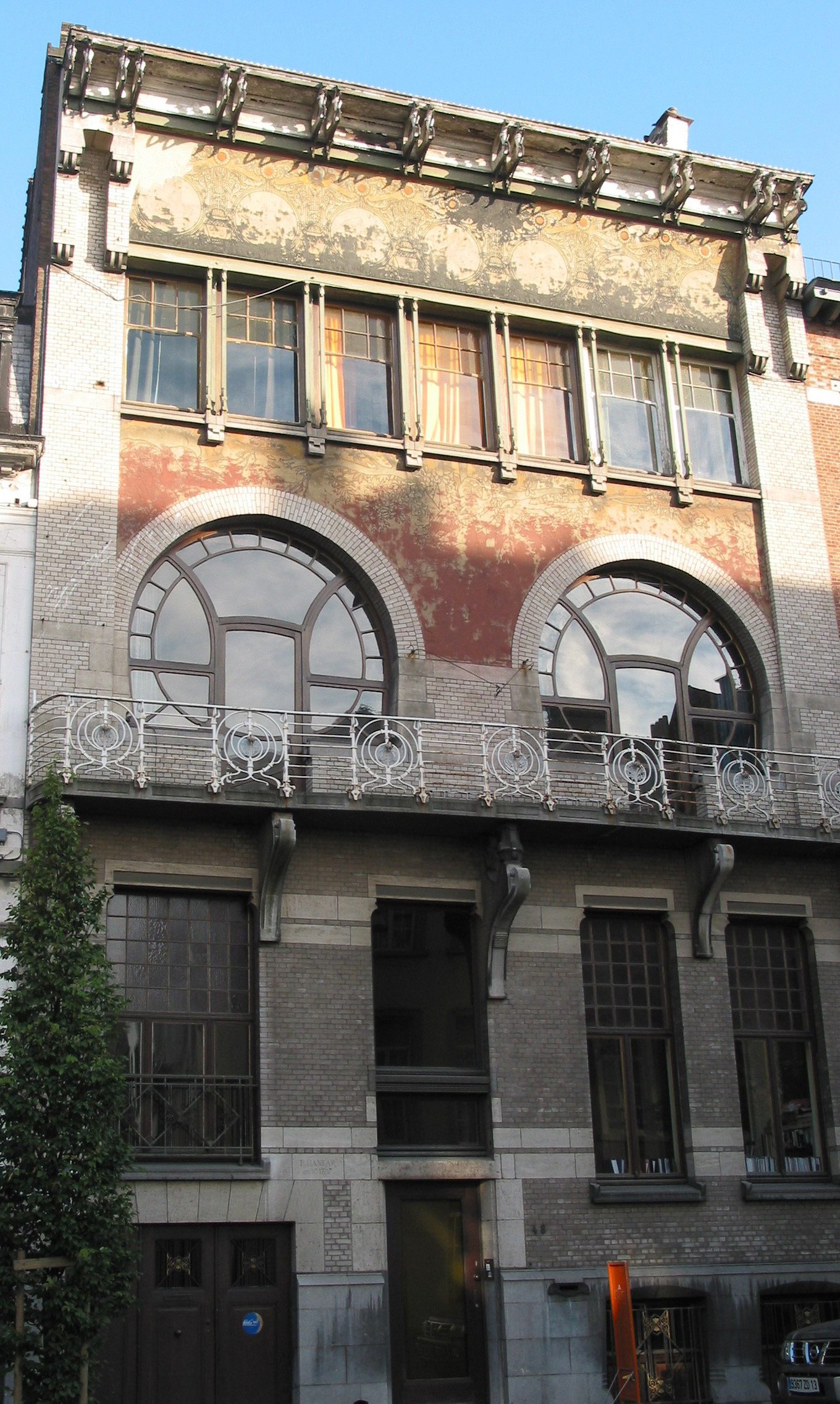
Maison Ciamberlani (1897).

Paul Hankar, född 11 december 1859 i Frameries, död 17 januari 1901 i Bryssel, var en belgisk arkitekt och designer. Han var en av de mer kända arkitekterna inom jugendstilen.